# Towanda (Pennsylvania)
Towanda ist ein Borough und gleichzeitig Verwaltungssitz (County Seat) des Bradford County im US-amerikanischen Bundesstaat Pennsylvania. Das U.S. Census Bureau hat bei der Volkszählung 2020 eine Einwohnerzahl von 2.798 ermittelt.

## Geographie
Towanda liegt auf 41°46'13" nördlicher Breite und 76°26'48" westlicher Länge. In einer Entfernung von rund 100 Kilometern befindet sich Wilkes-Barre im Südosten. Der Susquehanna River fließt am östlichen Stadtrand. Die Verbindungsstraße U.S. Highway 6 verläuft durch die Stadt, der U.S. Highway 220 tangiert sie im Westen. Eine ausschließlich im Güterverkehr genutzte Bahnstrecke von Sayre nach Pittston bei Wilkes-Barre führt durch Towanda und wird dort von der Lehigh Railway betrieben.

## Geschichte
Die Stadt wurde 1828 gegründet. Der Name Towanda geht auf die Ureinwohner zurück und bedeutet in der Algonkin-Sprache etwa so viel wie „Grabstättenfeld“. Ursprünglich war Towanda eine Region mit intensiver Holzwirtschaft und es gab mehrere Sägewerke. Als jedoch wegen weltweit gestiegener Energiepreise versucht wurde, die unter der Stadt befindliche und geologisch bedeutsame, sehr erdgashaltige Marcellus-Formation, die sich weiträumig unter den gesamten Appalachen erstreckt, zu nutzen, begannen nach dem Jahr 2008 umfangreiche Bohrungen in der Region. Diese wurden nach dem Hydraulic-Fracturing-Verfahren (Fracking) durchgeführt. Als Folge wuchs der Straßenverkehr durch die Stadt sehr stark an, da Baufahrzeuge, Tanklastwagen und schweres Gerät rund um die Uhr zu den Bohrlöchern unterwegs waren. In der Bevölkerung wurde dies sehr unterschiedlich aufgenommen. Während das Hotel- und Gaststättengewerbe den wirtschaftlichen Aufschwung positiv bewertete, zeigte ein Großteil der Einwohner wegen der Lärmbelästigung und ungeklärter Einflüsse für die Umwelt eine ablehnende Haltung.

## National Register of Historic Places
Das Bradford County Courthouse und der historische Stadtkern von Towanda (Towanda Historic District) wurden in das National Register of Historic Places aufgenommen. In der Stadt gibt es weitere architektonisch wertvolle Bauwerke.

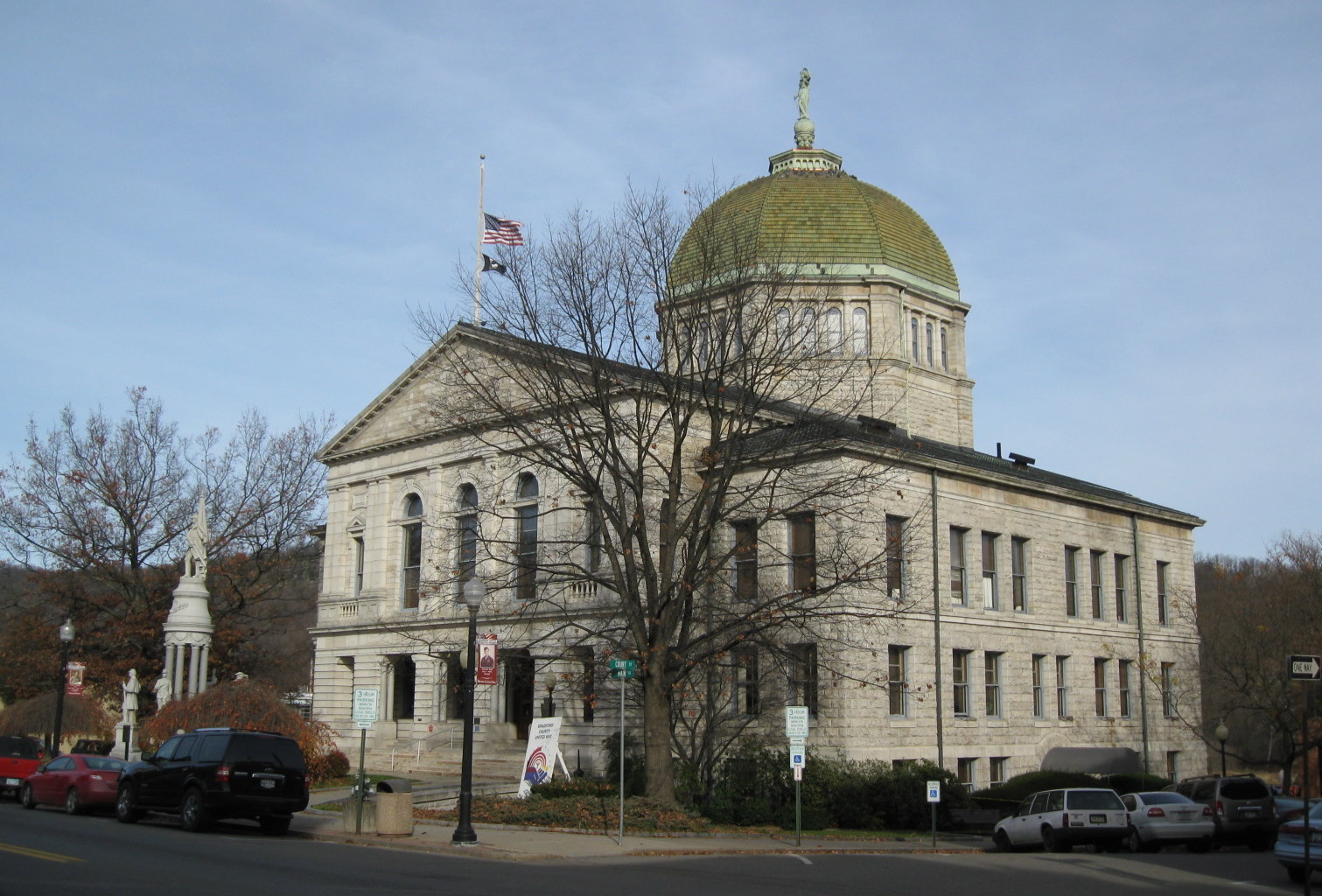
Bradford County Courthouse
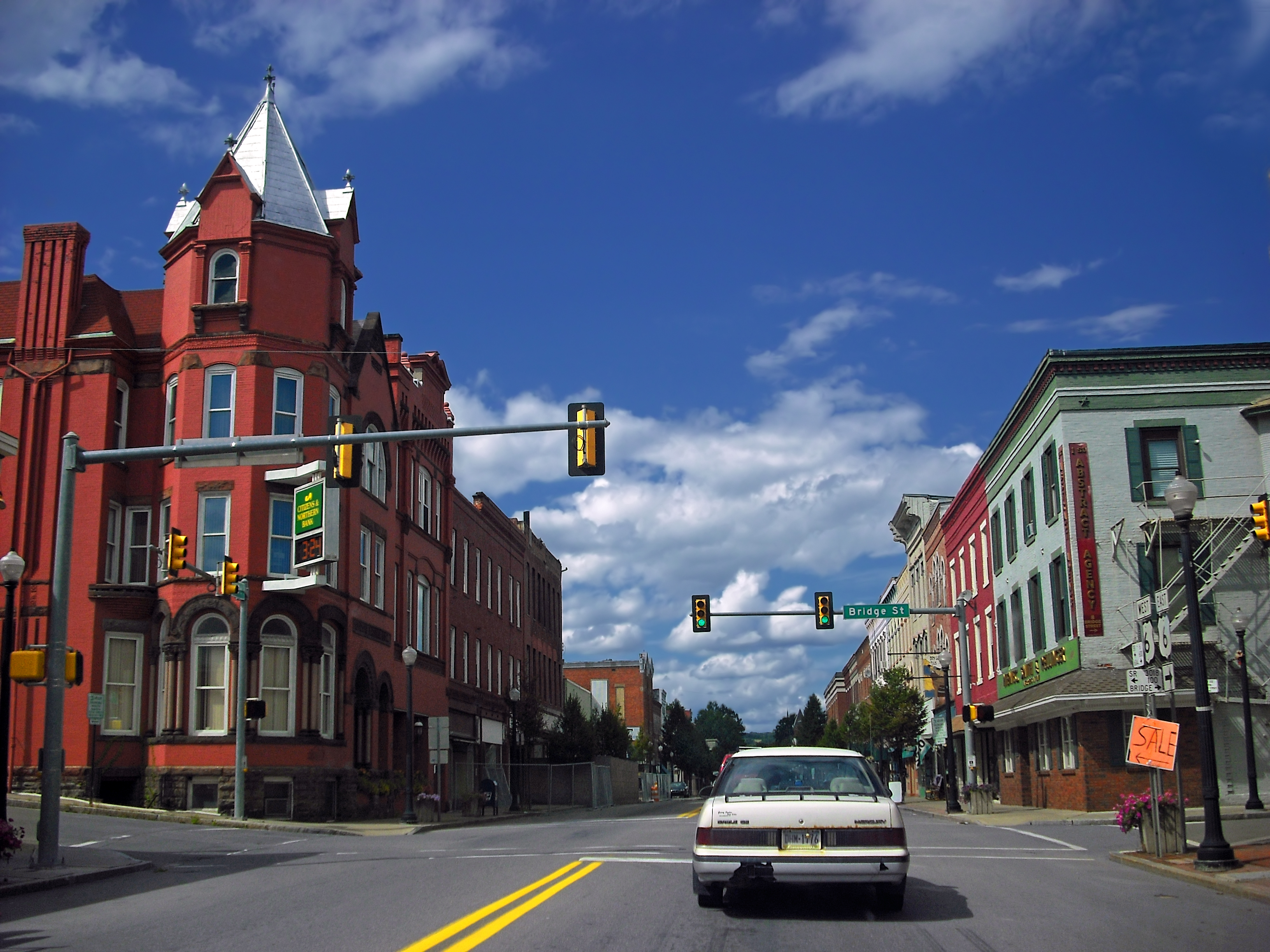
Towanda Historic District

## Demografie
Im Jahr 2012 wurde eine Einwohnerzahl von 2904 Personen ermittelt, was eine Abschwächung um 4,0 % gegenüber dem Jahr 2000 bedeutet. Das Durchschnittsalter der Bewohner lag im Jahr 2012 mit 38,7 Jahren unter dem Durchschnittswert von Pennsylvania, der 43,3 Jahre betrug.
Die maßgeblichsten Einwanderungsgruppen während der Anfänge der Stadt kamen zu 20,2 % aus Deutschland, zu 19,7 % aus England und zu 16,4 % aus Irland.

## Söhne und Töchter der Stadt
Folgende Personen wurden in oder bei Towanda geboren:
- Andrew James Louis Brennan (1877–1956), Bischof von Richmond
- Nate Bump (* 1976), Baseball-Pitcher
- James Tracy Hale (1810–1865), Politiker
- Edwin J. Jorden (1863–1903), Politiker
- William W. Kingsbury (1828–1892), Politiker
- Gregory La Cava (1892–1952), Filmregisseur
- Helen Tracy Lowe-Porter (1877–1963), Übersetzerin
- Ulysses Mercur (1818–1887), Politiker
- Edward Overton (1836–1903), Politiker
- Joseph Powell (1828–1904), Politiker